# Joindre les deux bouts
Joindre les deux bouts était une émission de télévision éducative québécoise qui traitait du budget familial, diffusée du 24 octobre 1958 au 12 avril 1961 à la Télévision de Radio-Canada.
L'émission, commanditée par le mouvement Desjardins, atteint un sommet de popularité en 1958 avec un auditoire moyen de 1 528 000 personnes.
Elle fut également reprise en langue anglaise sur la CBC.
Son réalisateur était Louis Bédard.